# Headlines and Deadlines: the Hits of a-ha
Headlines and deadlines: the hits of a-ha is het eerste verzamelalbum van de Noorse popband a-ha, uitgebracht op cd in 1991. Het album bevat zestien nummers: vijftien afkomstig van het eerdere werk van de band en een nieuw nummer. Het nieuwe nummer, Move to Memphis, is later in 1993 ook opgenomen op Memorial Beach, het vijfde studioalbum van de band. In 1998 is de compilatie opnieuw uitgebracht, ditmaal op cd en dvd. De dvd-versie bevat de videoclips van de nummers en een extra nummer, There's Never a Forever Thing, dat niet op de cd-versie staat.
Ter promotie van het album is Move to Memphis op single uitgebracht maar deze single was niet erg succesvol. Het album zelf behaalde wel de Europese hitlijsten, waaronder een negende positie in thuisland Noorwegen, een twaalfde positie in het Verenigd Koninkrijk, plek 28 in Nederland en plek 45 in België.

## Tracklisting
| Track | Titel                           | Schrijver(s)                                  | Oorspronkelijk op                                        |
| ----- | ------------------------------- | --------------------------------------------- | -------------------------------------------------------- |
| 1     | "Take on Me"                    | Pål Waaktaar, Magne Furuholmen, Morten Harket | Hunting High and Low                                     |
| 2     | "Cry Wolf"                      | Pål Waaktaar, Magne Furuholmen                | Scoundrel Days                                           |
| 3     | "Touchy!"                       | Pål Waaktaar, Magne Furuholmen, Morten Harket | Stay on These Roads                                      |
| 4     | "You Are the One" (Remix)       | Pål Waaktaar, Magne Furuholmen                | Stay on These Roads                                      |
| 5     | "Manhattan Skyline"             | Pål Waaktaar, Magne Furuholmen                | Scoundrel Days                                           |
| 6     | "The Blood That Moves the Body" | Pål Waaktaar                                  | Stay on These Roads                                      |
| 7     | "Early Morning"                 | Paul Waaktaar-Savoy, Magne Furuholmen         | East of the Sun, West of the Moon                        |
| 8     | "Hunting High and Low" (Remix)  | Pål Waaktaar                                  | Hunting High and Low                                     |
| 9     | "Move to Memphis"               | Pål Waaktaar, Magne Furuholmen                | Nieuw nummer                                             |
| 10    | "I've Been Losing You"          | Pål Waaktaar                                  | Scoundrel Days                                           |
| 11    | "The Living Daylights"          | John Barry, Pål Waaktaar                      | The Living Daylights (soundtrack) en Stay on These Roads |
| 12    | "Crying in the Rain"            | Howard Greenfield, Carole King                | East of the Sun, West of the Moon                        |
| 13    | "I Call Your Name"              | Paul Waaktaar, Magne Furuholmen               | East of the Sun, West of the Moon                        |
| 14    | "Stay on These Roads"           | Pål Waaktaar, Magne Furuholmen, Morten Harket | Stay on These Roads                                      |
| 15    | "Train of Thought" (Remix)      | Pål Waaktaar                                  | Hunting High and Low                                     |
| 16    | "The Sun Always Shines on T.V." | Pål Waaktaar                                  | Hunting High and Low                                     |